# Locustellidae
Цврчићи (лат. Locustellidae) је недавно призната породица малих инсектоједних птица певачица, раније смештених у породицу грмуша Старог света. Обухвата цврчића тршћара (Locustella naevia) и цврчиће Bradypterus. Ове птице се углавном јављају у Евроазији, Африци и региону Аустралије. Назив породице се понекад наводи као Megaluridae, али Locustellidae има предност.

## Таксономија
Породицу Locustellidae је формално описао француски биолог и орнитолог Шарл Лисјен Бонапарта 1854, године у својој "Catalogue des oiseaux d'Europe".
Име потиче од имена рода Locustella, које је латинског порекла и представља деминутив од "locusta", „скакавац“. Као и енглески назив "grasshopper warbler", ово се односи на инсектолику песму многих врста Locustella, а најзначајнија је цврћич тршћар (Locustella naevia).

## Опис
Врсте су мале птице са реповима који су обично дуги и шиљати; научни назив рода Megalurus заправо значи „она са великим репом“ на једноставном енглеском. Мање личе на цариће (Troglodytes troglodytes) од типичних цврћича Cettia, али су слично сивосмеђе или жућкасте боје свуда. Међутим, обично су веће и виткије од Cettia, а многе имају смеле тамне пруге на крилима и доњој страни. Већина живи у жбуњу и често лови храну пењући се кроз густо, испреплетено растиње или је јурећи по земљи; можда су најкопненије од „цврчића“. Веома необично за врсте Passeriformes, почетак еволуције ка нелетању се види код неких таксона.
Међу натпородицом „грмуша“ Sylvioidea, породица Locustellidae је најближа тетракама (Bernieridae), још једној скоро признатој породици. Донакобиус (Donacobius atricapillus) је јужноамерички сродник пореклом из истог предачког стабла, а не царић како се дуго веровало.
Свеобухватна молекуларно-филогенетска студија породице травнатих птица Locustellidae објављена 2018. године открила је да многи родови, како су тада дефинисани, нису били монофилетски . Резултирајућа ревизија таксономије на нивоу рода укључивала је многе промене, укључујући васкрсење родова Poodytes и Cincloramphus, као и опис новог рода Helopsaltes. Бивши родови Megalurulus и Buettikoferella постају млађи синоними Cincloramphus.

## Врсте
Породица Locustellidae садржи 67 врста подељених у 11 родова.
- Robsonius - 3 врсте
- Helopsaltes - 6 врста
- Locustella - 23 врсте
- Poodytes - 5 врста
- Malia - 1 врста
- Cincloramphus - 12 врста
- Elaphrornis - 1 врста
- Schoenicola - 2 врсте
- Catriscus - 1 врста
- Megalurus - 1 врста
- Bradypterus - 12 врста

| Фотографија | Научно име                                      | Име                                            | Распрострањеност | Подврсте | Статус                  |
| ----------- | ----------------------------------------------- | ---------------------------------------------- | --- | --- | ----------------------- |
|             | Robsonius rabori (Rand A.L. 1960)               | Западни дроздолики цврчић                      | Северни централни Кордиљере, северозападни Лузон, северни Филипини | Монотипски таксон | угрожени таксон         |
|             | Robsonius thompsoni (Hosner P.A. 2013)          | Источни дроздолики цврчић                      | Северна Сијера Мадре у провинцијама Кагајан, Исабела, Аурора и Нуева Вискаја, североисточни Лузон, северни Филипини | Монотипски таксон | најмање угрожени таксон |
|             | Robsonius sorsogonensis (Rand A.L. 1967)        | Јужни дроздолики цврчић                        | Централни Јужни Лузон и Катандуанес, на северу централног Филипина | Монотипски таксон | угрожени таксон         |
|             | Helopsaltes fasciolatus (Gray G. 1861)          | Грејев цврчић                                  | Јужни Сибир, од истока горњег дела реке Об, источно до југоисточне Русије, Амурланда, Усурија и североисточне Кине, североисточне унутрашње Монголије, северног Хејлунгђанга; зимује јужни Филипини, Сулавеси, Молучка острва и западна Нова Гвинеја | Монотипски таксон | најмање угрожени таксон |
|             | Helopsaltes amnicola (Stepanyan L.S. 1973)      | Сахалински цврчић                              | Сахалин, Јужна Курилска острва и Северни Јапан, Хокаидо; зимује у региону Валасеа | Монотипски таксон | најмање угрожени таксон |
|             | Helopsaltes pryeri (Seebohm H. 1884)            | Јапански цврчић                                | Источна Монголија, источна Кина, Хејлунгђанг, Љаонинг, Хебеј и Шангај и крајња југоисточна Русија, језеро Кханка, Приморска покрајуна; зимује југоисточна Кина, слив доње реке Јангце у јужном Хубеју, северном Хунану и северном делу Ђангсија. Централни Јапан, северни и источни Хоншу; зимује јужно до Шикокуа | Helopsaltes pryeri sinensis (Witherby H.F. 1912) Helopsaltes pryeri pryeri (Seebohm H. 1884) | угрожени таксон         |
|             | Helopsaltes certhiola (Pallas P.S. 1811)        | Паласов цврчић                                 | Сибир, река Иртиш до басена Колиме и Охотског мора; зимује у Југоисточној Азији. Јужни Сибир од Томска и Новосибирска, источно до јужно од подручја Бајкала, од југа до северног Алтаја и северне Монголије. Трансбаикалија и североисточна Кина, источно од планине Да Хинган. Источни Казахстан, језеро Зајсан, јужно до Џунгарског Алатауа, североисточни Киргистан, Каркара и Алтај, јужно до северно од Кине, јужно до источног Тјен Шана, Кајдамски басен и висораван Ордос; зимује у Индији, источно до Мјанмара | Helopsaltes certhiola rubescens (Blyth Е. 1844) Helopsaltes certhiola sparsimstriatus (Meise W. 1934) Helopsaltes certhiola certhiola (Pallas P.S. 1811) Helopsaltes certhiola centralasiae (Sushkin P.P. 1925)                            | најмање угрожени таксон |
|             | Helopsaltes ochotensis (Middendorff A.T. 1853)  | Охотски цврчић                                 | Полуострво Камчатка и северна Курилска острва; зимује на Филипинима. Источни Сибир до северног Јапана; зимује на Филипинима, Борнеу и Сулавесију | Helopsaltes ochotensis subcerthiola (Swinhoe R. 1874) Helopsaltes ochotensis ochotensis (Middendorff A.T. 1853) | најмање угрожени таксон |
|             | Helopsaltes pleskei (Taczanowski, W. 1890)      | Корејски цврчић                                | Острва на крајњем југоисточном делу Русије, острвца у заливу Петра Великог, на југу Усуријска, Јужна Кореја, острво Улеунг, код источне обале, такође мала острва код југозападне и западне обале и јужног Јапана, острва Изу, такође мала острва код југозападних Хоншуа и Кјушуа, вероватно и на обали Северне Кореје; зимује на обали Југоисточне Кине и северног Вијетнама | Монотипски таксон | рањиви таксон           |
|             | Locustella lanceolata (Temminck C.J. 1840)      | Пругасти цврчић                                | Северна Европа до источног Сибира и североисточне Кине. Сахалин, јужна Курилска острва и северни Јапан | Locustella lanceolata lanceolata (Temminck C.J. 1840) Locustella lanceolata hendersonii (Cassin J. 1858) | најмање угрожени таксон |
|             | Locustella alfredi (Hartlaub K.J.G. 1890)       | Бамбусов цврчић                                | Западна Етиопија, Јужни Судан, Источна Демократска Република Конго и Западна и Источна Уганда. Западна Танзанија и северозападна Замбија | Locustella alfredi alfredi (Hartlaub K.J.G. 1890) Locustella alfredi kungwensis (Moreau R.E. 1942) | најмање угрожени таксон |
|             | Locustella fluviatilis (Wolf J. 1810)           | Цврчић поточар                                 | Централна Европа и Источна Европа, источно од јужне Финске, јужне Шведске, западне Немачке, источне Аустрије и Бугарске, од истока до југозападног Сибира, региона реке Иртиш и северозападног Казахстана; зимује у јужној и југоисточној Африци | Монотипски таксон | најмање угрожени таксон |
|             | Locustella luscinioides (Savi P. 1824)          | Обични цврчић                                  | Континентална Европа јужно од јужног Балтика и источног до централног Урала, Крима и Балкана, ретко у јужној и источној Енглеској; такође северозападна Африка, северозападна Турска. Зимује у западној Африци, Сенегалу, Чаду, Гани, Судану. Источна Украјина, од источног до јужног Урала, долина Волге и северно подножје Кавказа. Зимује у североисточној Африци. Мала Азија, Левант, северни и јужни Казахстан, западна Кина, Узбекистан, Туркменистан, североисточни Иран, северозападни Авганистан; певајући мужјаци забележени у северозападној Монголији и сумња се да се гнезде на источном Арапском полуострву, од југа до Омана | Locustella luscinioides luscinioides (Savi P. 1824) Locustella luscinioides sarmatica (Kazakov B.A. 1973) Locustella luscinioides fusca (Severtsov N.A. 1873)                                                                              | најмање угрожени таксон |
|             | Locustella luteoventris (Hodgson B.H. 1845)     | Смеђи цврчић                                   | Североисточна Индија од Дарџилинга, у Западном Бенгалу, источно до Аруначал Прадеша и Нагаланда, Бутан, западни и северни Мјанмар, јужна и југоисточна Кина и северни Вијетнам и североисточни Бангладеш. Зимује у јужном Мјанмару и северозападном и североисточном Тајланду | Монотипски таксон | најмање угрожени таксон |
|             | Locustella naevia (Boddaert P. 1783)            | Цврчић тршћар                                  | северозападној Европи и на западном Палеарктику. Подручје обухвата Шпанију, Француску, централну Италију, Румунију, Србију, Британска острва, Белгију, Холандију, Немачку, Данску, јужну Шведску, јужну Финску, балтичке државе и западне делове Русије . Даље на истоку замењују га сродне врсте. Зимује у Сахелу, тропској Африци, Индији и Шри Ланки | Locustella naevia naevia (Boddaert P. 1783) Locustella naevia obscurior (Buturlin S.A. 1929) Locustella naevia straminea (Seebohm H. 1884) Locustella naevia mongolica (Sushkin P.P. 1925)                                                 | најмање угрожени таксон |
|             | Locustella major (Brooks W.E. 1871)             | Дугокљуни цврчић                               | Северозападна Хималаји у северном Пакистану, долина Кхаган и Гилгит и северозападна Индија, северозападни Кашмир, Ладак, Заскар. Западна Кина, Кунлун Шан и Западни Алтун Шан, западни и јужни Синђанг | Locustella major major (Brooks W.E. 1871) Locustella major innae (Portenko L.A. 1955) | угрожени таксон         |
|             | Locustella tacsanowskia (Swinhoe R. 1871)       | Кинески цврчић                                 | Источна Русија од Краснојарска, источно преко Трансбајкалије до Хабаровског и суседне северне Монголије, а у североисточном, централном и јужном делу Кине од југа до истока, Ћингхај, југозападни Гансу, Сичуан и Гуангси; зимује у јужној и југоисточној Азији | Монотипски таксон | најмање угрожени таксон |
|             | Locustella accentor (Sharpe R.B. 1888)          | Цврчић са планине Кинабалу                     | Планина Кинабалу и суседни врхови планине Трус Мади и Там Бојукан, на северном Борнеу | Монотипски таксон | најмање угрожени таксон |
|             | Locustella caudata (Ogilvie-Grant W.R. 1895)    | Дугорепи цврчић                                | Северни Лузон, Филипини. Северно полуострво Замбоанга, западни Минданао | Locustella caudata caudata (Ogilvie-Grant W.R. 1895) Locustella caudata malindangensis (Mearns E.R. 1909) Locustella caudata unicolor (Hartert E.J.O. 1904)                                                                                | најмање угрожени таксон |
|             | Locustella castanea (Büttikofer J. 1893)        | Сулавешки цврчић                               | Ендемска врста за планинске шуме на Сулавесију, Индонезија | Монотипски таксон | најмање угрожени таксон |
|             | Locustella musculus (Stresemann E.F.T. 1914)    | Серамски цврчић                                | Ендемска врста планина Серам, Индонезија | Монотипски таксон | најмање угрожени таксон |
|             | Locustella portenta (Rheindt F.E. 2020)         | Цврчић са острва Талиабу                       | Острво Талиабу у архипелагу Сула, код источног Сулавесија, изнад 1.050 м | Монотипски таксон | рањиви таксон           |
|             | Locustella disturbans (Hartert E.J.O. 1900)     | Цврчић са острва Буру                          | Ендемска врста планина Буру, у централним Молучким острвима Индонезије | Монотипски таксон | најмање угрожени таксон |
|             | Locustella davidi (La Touche J.D.D. 1923)       | Бајкалски цврчић                               | Северни Алтај до југозападнe Трансбајкалијe и североисточног Бајкала. Југоисточна Русија, западни Амурланд и североисточна Кина, Централна Кина, централни Сичуан, јужни Гансу и јужни Шанси; зимује Југоисточна Азија | Locustella davidi suschkini (Stegmann B.K. 1929) Locustella davidi davidi (La Touche J.D.D. 1923) | најмање угрожени таксон |
|             | Locustella kashmirensis (Sushkin P.P. 1925)     | Западнохималајски цврчић                       | Ендемска врста Индијски потконтинент | Монотипски таксон | најмање угрожени таксон |
|             | Locustella thoracica (Blyth Е., 1844)           | Пегави цврчић                                  | Централни и источни Хималаји од Непала, Бутана и североисточне Индије од истока до северног Мјанмара, и јужна Кина, од југоисточног Тибета, Јунана од истока до североистока Сичуана, Гуејџоуа и региона Дајао Шан у Гуангсију; зимује од западног Непала од истока до североисточне Индије, Аруначал Прадеша, Асама и североисточног Бангладеша. Централна Кина, источна Тибетанска висораван од северног Ћингхаја од истока до југозападног Гансуа и јужног Шансија; зимује централна Кина | Locustella thoracica thoracica (Blyth Е. 1844) Locustella thoracica przevalskii (Sushkin P.P. 1925) | најмање угрожени таксон |
|             | Locustella alishanensis (Rasmussen P.C., 2000)  | Тајвански цврчић                               | Планине централног и североисточног Тајвана | Монотипски таксон | најмање угрожени таксон |
|             | Locustella mandelli (Brooks W.E. 1875)          | Рђасти цврчић                                  | Гнезди се у подножју Хималаја од Дарџилинга у северној Индији преко Сикима до Бутана, до Аруначал Прадеша, јужног Асама и западног и северног Мјанмара. Северни Лаос и северног Вијетнама до југоисточних кинеских провинција Гуангси, Гуангдонг, Хонг Конг, Фуђијан и Џеђанг | Locustella mandelli mandelli (Brooks W.E. 1875) Locustella mandelli melanorhyncha (Rickett C.B. 1898) | најмање угрожени таксон |
|             | Locustella idonea (Riley J.H. 1940)             | Анамски цврчић                                 | Ендемска врста за централни Вијетнам, висораван Контум, централни Анам и Висораван Далат, јужни Анам. Локалитети на којима је забележен укључују планине Ланг Биан, Конг Трој, Би Доуп, Лонг Лан, Тујен Лам, Део Нуи Сан и резерват природе Нгок Лин | Монотипски таксон | најмање угрожени таксон |
|             | Locustella chengi (Alström, P. 1940)            | Сечуански цврчић                               | Средње надморске висине централне Кине у Сичуану, Шансију, Хубеју, Хунану и Гуеџој, са једним записом из северозападног Ђангсија | Монотипски таксон | најмање угрожени таксон |
|             | Locustella montis (Hartert E.J.O. 1896)         | Јавански цврчић                                | Планине источне и централне Јаве, планина Лаву од истока до Брома и Балија, западни Тимор, планина Мутис, источни Тимор и острво Алор | Locustella montis montis (Hartert E.J.O. 1896) Locustella montis timorensis (Mayr E. 1944)ref name=":35" /> | најмање угрожени таксон |
|             | Locustella seebohmi (Ogilvie-Grant W.R. 1895)   | Цврчић из побрђа планине Полис на острву Лузон | Планина Полис, северни Лузон, северни Филипини | Монотипски таксон | најмање угрожени таксон |
|             | Poodytes albolimbatus (d'Albertis L.M. 1879)    | Цврчић са рекe Флај                            | Централни регион реке Флај, језерo Давијумбу, језерo Ова, језерo Пангва и средњег тока реке Бенсбах, у јужној Новој Гвинеји | Монотипски таксон | рањиви таксон           |
|             | Poodytes carteri (North A.J. 1900)              | Спинифексов цврчић                             | Аустралија: веома неуједначено од приобалне Западне Аустралије, источно у сушним висоравнима у појасу између 19° јужне и 26° јужне географске ширине до западног и централног Квинсленда | Монотипски таксон | најмање угрожени таксон |
|             | Poodytes gramineus (Gould J. 1845)              | Мали аустралијски цврчић                       | Западна Нова Гвинеја, подручје Висел језера у Западним Снежним планинама. Источна Аустралија од источне Северне територије и Квинсленда, јужна од Атертона, јужна до источне Јужне Аустралије и јужне Викторије. Југоисточна Аустралија, Тасманија и острва у Басовом мореузу. Југозападна Западна Аустралија, јужно од залива Шарк | Poodytes gramineus papuensis (Junge G.C.A. 1952) Poodytes gramineus goulburni (Mathews, G.M. 1912) Poodytes gramineus gramineus (Gould J. 1845) Poodytes gramineus thomasi (Mathews, G.M. 1912)                                            | најмање угрожени таксон |
|             | Poodytes punctatus (Quoy J.R.C. 1832)           | Папратни цврчић                                | Северно острво, Нови Зеланд, Велико корално острвo, , Алдерманска острва и острво Тиритири Матанги Јужно острво, Нови Зеланд, ограничено на Нелсон, Вестланд, Отаго и Саутланд, ретко на источном северу Данидина. Острво Стјуарт, укључујући многа сателитска острва, са изузетком острва Кодфиш. Острво Кодфиш. Острвo Снерс, острвo Бротон, Стеновито острвo и Алерт Стеку | Poodytes punctatus vealeae (Kemp R. 1912) Poodytes punctatus punctatus (Quoy J.R.C. 1832) Poodytes punctatus stewartianus (Oliver W.R.B. 1930) Poodytes punctatus wilsoni (Stead E.F. 1936) Poodytes punctatus caudatus (Buller W.L. 1894) | најмање угрожени таксон |
|             | Poodytes rufescens (Buller W.L. 1869)           | Чатамски папратни цврчић                       | Острво Пит и острво Мангере, острво Чатам, Нови Зеланд | Монотипски таксон | изумрли таксон          |
|             | Malia grata (Schlegel H. 1869)                  | Малија                                         | Сулавеси | Malia grata recondita (Meyer A.B. 1894) Malia grata stresemanni (Meise W. 1934) Malia grata grata (Schlegel H. 1869) | најмање угрожени таксон |
|             | Cincloramphus cruralis (Horsfield T. 1827)      | Шеволики аустралијски цврчић                   | Аустралија, гнезди се јужно од Јужног повратника | Монотипски таксон | најмање угрожени таксон |
|             | Cincloramphus grosvenori (Gilliard E.T. 1960)   | Аустралијски цврчић са архипелага Бизмарк      | Нова Британија, планина Вајтмен, Бизмаркков архипелаг | Монотипски таксон | рањиви таксон           |
|             | Cincloramphus rubiginosus (Sclater P.L. 1881)   | Риђи цврчић                                    | Низије Нове Британије, Бизмарков архипелаг | Монотипски таксон | најмање угрожени таксон |
|             | Cincloramphus bivittatus (Bonaparte C.L. 1850)  | Кестењастокапи цврчић                          | Источна Малa Сундска острва, Тимор | Монотипски таксон | најмање угрожени таксон |
|             | Cincloramphus mathewsi (Iredale T. 1911)        | Риђи аустралијски цврчић                       | Аустралија, осим већег дела полуострва Кејп Јорк, Тасманије и сушне унутрашњости: гнезди се јужно од 20° јужне географске ширине, али углавном јужно од Јужног повратника, у југозападној Западној Аустралији и на југоистоку; зимује у већем делу унутрашњости и северним деловима Аустралије | Монотипски таксон | најмање угрожени таксон |
|             | Cincloramphus timoriensis (Wallace A.R. 1864)   | Жућкасти цврчић травар                         | Филипини, Лузон, Самар, Негрос, Панај. Миндоро. Себу, Лејте, Бохол. Минданао, Басилан. Сулавеси. Амбон, Јужна Молучка Острва. Сумба, Сундска острва. Тимор. Јужна Нова Гвинеја, Флај Ривер. Западна Аустралија, Кимберлис и Северна територија до Квинсленда, Нови Јужни Велс до Сиднеја | 10 врста | најмање угрожени таксон |
|             | Cincloramphus macrurus (Salvadori A.T. 1876)    | Папуански цврчић травар                        | Низије северне Нове Гвинеје, Хумболтов залив на истоку до залив Астролаб. Бизмарков архипелаг, Нови Хановер, Нова Ирска и Нова Британија, Толокива острво. Планине Арфак. Полуострво Хуон. Долина Ваги на истоку до подручја Окапе и на југу у Централном горју до Каримуија. Снежне планине, подручје Телефомин, Централно горје, планина Гилуве, планина Хаген и планина Вилхелм и венац Вортон. Провинција Јужног горја, језеро Кутубу и Менди и југоисточна Нова Гвинеја на истоку од планина Херцог на северу и од залива Хол Саунд | 7 врста | најмање угрожени таксон |
|             | Cincloramphus whitneyi (Mayr E. 1933)           | Аустралијски цврчић са острва Санто            | Еспириту Санто, северни Вануату. Вануа лава | Монотипски таксон | најмање угрожени таксон |
|             | Cincloramphus turipavae (Cain A.J. 1955)        | Гвадалканалски цврчић                          | Гвадалканал, Турипава, југоисточна Соломонова Острва | Монотипски таксон | скоро угрожени таксон   |
|             | Cincloramphus mariae (Verreaux J.P. 1955)       | Аустралијски цврчић са Нове Каледоније         | Нова Каледонија | Монотипски таксон | најмање угрожени таксон |
|             | Cincloramphus rufus (Reichenow A. 1891)         | Дугоноги аустралијски цврчић                   | Вити Леву, југозапад Фиџи. Вануа Леву, северни Фиџи | Cincloramphus rufus rufus (Reichenow A. 1891) Cincloramphus rufus cluniei (Kinsky F.C. 1891) | угрожени таксон         |
|             | Elaphrornis palliseri (Blyth Е. 1844)           | Цејлонски цврчић                               | Брда влажне зоне у јужној централној Шри Ланки | Монотипски таксон | угрожени таксон         |
|             | Schoenicola platyurus (Jerdon T.C. 1841)        | Широкорепи афрички цврчић                      | Ендемска врста за Западне Гате југозападне Индије, са најпознатијим локалитетима у Керали, од Вајанада на југу до брда Ашамбу, Тамил Наду и јужна Карнатака | Монотипски таксон | угрожени таксон         |
|             | Schoenicola striatus (Jerdon T.C. 1841)         | Индијски крупнокљуни цврчић                    | Ендемска врста за Индијски потконтинент, Индија, Пакистан, Бангладеш, Непал | Монотипски таксон | рањиви таксон           |
|             | Catriscus brevirostris (Sundevall C.J. 1850)    | Лепезорепи афрички цврчић                      | Сијера Леоне, планине Тинги и суседни делови Гвинеје; крајњи југоисточни део Нигерије и Камеруна; јужни Габон и Конго од истока до истока Демократске Републике Конго, од југа до средине и југозапада Анголе, северне и централне Замбије и северног и западног Малавија; и Јужни Судан, западне висораван Етиопије, Рифтска долина на западу и истоку Уганде, западне и јужне Кеније и западне и северне Танзаније. Малави, осим северног и западног и северозападног Мозамбика од југа до истока Јужне Африке, јужно до Источног Кејпа, Свазиленда и Лесота; зимује јужно од реке Замбези                                                | Catriscus brevirostris alexinae (Heuglin M.T. 1850) Catriscus brevirostris brevirostris (Sundevall C.J. 1863) | најмање угрожени таксон |
|             | Megalurus palustris (Horsfield T. 1821)         | Пругасти аустралијски цврчић                   | Североисточни Пакистан, источни Панџаб, источно преко Индије и јужног Непала до североисточне Индије, Асама, Нагаланда, Манипура, јужног Аруначал Прадеша, Мјанмара, јужне Кине, Јунана, јужног Гуејџоуа, Гуангсија, југоисточног Тајланда, Камбоџе, северног Лаоса и северног, централног и јужног Вијетнама. Филипина и северног Борнеа. Јава и Бали | Megalurus palustris toklao (Blyth Е. 1843) Megalurus palustris forbesi (Bangs O. 1919) Megalurus palustris palustris (Horsfield T. 1821)                                                                                                   | најмање угрожени таксон |
|             | Bradypterus sylvaticus (Sundevall C.J. 1860)    | Афрички цврчић из Книсне                       | Приобални југоисточни део Јужне Африке, Источни Кејп, приобални јужни део Јужне Африке, полуострво Кејп источно до Гебехе | Bradypterus sylvaticus pondoensis (Haagner A.K. 1909) Bradypterus sylvaticus sylvaticus (Sundevall C.J. 1860) | рањиви таксон           |
|             | Bradypterus bangwaensis (Delacour J.T. 1943)    | Бангуа афрички цврчић                          | Висораван Југоисточне Нигерије, висораван Обуду, висораван Мамбила, планине Готел и западни Камерун, планина Оку, планина Бансо, висораван Баменда, плато Бамбоутос, планина Маненгуба, висораван Западни Адамаве, Поли | Монотипски таксон | најмање угрожени таксон |
|             | Bradypterus barratti (Sharpe R.B. 1876)         | Беретов афрички цврчић                         | Источни Зимбабве и Мозамбик. Североисточна Јужна Африка, источно-централни Лимпопо и Мпумаланга и западни Есватини. Планински подручји источне Јужне Африке од Мпумаланге на југу преко унутрашњег Квазулу-Натала до провинције Источни Кејп и Лесота. Источна Јужна Африка, низијски Квазулу-Натал на југу до обале Источног Кејпа | Bradypterus barratti priesti (Benson C.W. 1946) Bradypterus barratti barratti (Sharpe R.B. 1876) Bradypterus barratti cathkinensis (Vincent J. 1946) Bradypterus barratti godfreyi (Roberts A. 1922)                                       | најмање угрожени таксон |
|             | Bradypterus lopezi (Alexander B. 1903)          | Афрички цврчић из вечнозелене шуме             | Већина високих шумовитих планина у западној, централној и источној Африци. На западу ареала у Камеруну, планини Камерун, планини Маненгуба и Биоку, даље на исток у Албертинском рифту и планинама Кеније и Танзаније, на југ до североисточне Замбије и северног Мозамбика | 9 врста | најмање угрожени таксон |
|             | Bradypterus cinnamomeus (Rüppell W.P.E.S. 1840) | Циметасти афрички цврчић                       | Етиопија, Демократска Република Конго осим планине Рувензори, Уганда, Руанда, Бурунди, Западна, централна и југоисточна Кенија и северна Танзанија, Килиманџаро, јужни Судан, планине Иматонг, планине Донгатона и северозападна Уганда, граница Моронголе. Замбија, Малави, висораван Ниика и планина Мулање | Bradypterus cinnamomeus cinnamomeus (Rüppell W.P.E.S. 1840) Bradypterus cinnamomeus cavei (Macdonald J.D. 1840) Bradypterus cinnamomeus mildbreadi (Reichenow A. 1908) Bradypterus cinnamomeus nyassae (Shelley G.E. 1893)                 | најмање угрожени таксон |
|             | Bradypterus seebohmi (Sharpe R.B. 1879)         | Сиви мекорепи цврчић                           | Планине источног Мадагаскара | Монотипски таксон | најмање угрожени таксон |
|             | Bradypterus brunneus (Sharpe R.B. 1877)         | Смеђи мекорепи цврчић                          | Источни Мадагаскар | Монотипски таксон | најмање угрожени таксон |
|             | Bradypterus grandis (Ogilvie-Grant W.R. 1917)   | Велики афрички цврчић                          | Југоисточни Камерун, југозапад Централноафричке Републике и јужни Габон | Монотипски таксон | угрожени таксон         |
|             | Bradypterus baboecala (Vieillot L.J.P. 1817)    | Мали афрички цврчић                            | Подсахарска Африка, од јужне Јужне Африке на северу преко Зимбабвеа, Замбије, југоисточне Демократске Републике Конго, Мозамбика, Малавија, источне и јужне Танзаније и југоисточне Кеније, до североисточне Намибије, североисточне Боцване, јужне, источне и централне Анголе до западне Анголске висоравни. Јављају се две раздвојене популације, једна у Етиопији и једна око језера Чад | 7 врста | најмање угрожени таксон |
|             | Bradypterus carpalis (Chapin J.P. 1916)         | Белокрили афрички цврчић                       | Демократска Република Конго, Уеле, Итури, Киву, Уганда, Торо, Анколе, Кигези и Сизибва мочвара, Руанда и Бурунди; Кенија, језеро Викторија, од мочваре Јала до залива Кисуму и Кенду и северна Замбија, река Луапула | Монотипски таксон | најмање угрожени таксон |
|             | Bradypterus graueri (Neumann O.R. 1908)         | Грауеров афрички цврчић                        | Демократска Република Конго, висоравни Едвард, висоравни Киву, мочвара Кахузи, југозападна Уганда, шумски резерват Ечуја, непроходна шума Бвинди, Руанда, мочвара Ругези, вулкан Вирунга, шума Њунгве и северни Бурунди | Монотипски таксон | рањиви таксон           |
|             | Bradypterus centralis (Neumann O.R. 1908)       | Брдски афрички цврчић                          | Јужни Судан и крајња западна Етиопија, Гамбела. Јужна Гана, Јужни Того, Јужни Бенин, Нигерија и Камерун; такође североисточна Демократска Република Конго од истока до југозапада Уганде, Руанде, Бурундија и северозападне и северне Танзаније. Планина Елгон и висоравни западне и централне Кеније | Bradypterus centralis sudanensis (Grant C.H.B. 1941) Bradypterus centralis centralis (Neumann O.R. 1908) Bradypterus centralis elgonensis (Madarász G. 1912)                                                                               | најмање угрожени таксон |

## Рапрострањеност и станиште
Породица Locustellidae се може наћи у Јужној Африци, Европи, Азији и Аустралији.
Locustellidae живе у широком спектру станишта са густим растињем, укључујући шуме, мочваре и сезонски сушне травњаке.

## Гнежђење
Породица Locustellidae је већински моногамна са оба родитеља, иако су врсте Cincloramphus полигине, а друге могу понекад бити. Гнезда Locustellidae су обично дубоке чаше изграђене од различитих врста вегетације, укључујући траве, гранчице, корење, маховину и трску, често са куполом и бочним улазом, обложена финијом вегетацијом или длакама и обично смештена у густој вегетацији на метар од земље или воде. И мужјак и женка су обично активни у покушају парења, при чему оба пола граде гнездо. Инкубацију обављају оба пола или само женка, а оба родитеља хране младе. Легла се крећу од 1-7 јаја, а инкубација траје 10-16 дана. Период гнежђења је 10-17 дана, али очигледно нема информација о родитељској бризи након излетања из јаја.

## Исхрана
Већина Locustellidae има разноврсну исхрану са инсектима и другим бескичмењацима, посебно пауцима, малим пужевима, црвима и амфиподима. Неке врсте такође узимају мале количине семена. Већина врста набавља храну сакупљањем, а већину времена проводе на земљи или ниско у вегетацији, ловећи инсекте из густог жбуња или са земље.

## Статус
Иако већина популација Locustellidae за сада делује стабилно, 14 врста (25%) је забрињавајуће за очување, 7 врста је угрожени таксон, 5 врста је рањиви таксон, 2 врсте су угрожени таксон. Грауеров афрички цврчић (Bradypterus graueri) је првенствено угрожен претварањем својих омиљених мочвара у обрадиво земљиште. Дугоноги аустралијски цврчић (Cincloramphus rufus) је ограничен на мали ареал, очигледно само на једно од острва у фиџијском ланцу, где је угрожена крчењем шума и уведеним предаторима мунгоса.